# Smith Wigglesworth
Pour les articles homonymes, voir Wigglesworth.
 (novembre 2017).
Si vous disposez d'ouvrages ou d'articles de référence ou si vous connaissez des sites web de qualité traitant du thème abordé ici, merci de compléter l'article en donnant les références utiles à sa vérifiabilité et en les liant à la section « Notes et références ».
Smith Wigglesworth était un évangélique britannique né le 8 juin 1859 et mort le 12 mars 1947. Il est considéré comme l'un des plus influents dans l'histoire des débuts du Pentecôtisme.

## Biographie
Smith Wigglesworth est né le 8 juin 1859 à Menston, Yorkshire, Angleterre, dans une famille pauvre. Dès 6 ans, il travaille dans les champs aux côtés de sa mère, ramassant et nettoyant des navets. À l'âge de sept ans, Smith travaille dans une usine textile fabriquant des lainages douze heures par jour et ne va donc pas à l'école.
Il se convertit à l'âge de huit ans à l'Église méthodiste de Menston où John Wesley avait prêché. Sa grand-mère était une fervente méthodiste, suivant les enseignements de John Wesley, mais ses parents, John et Martha, ne pratiquaient pas eux-mêmes bien qu'ils aient élevé le jeune Smith dans un cadre méthodiste. La famille allait néanmoins dans des Églises Anglicanes à occasions régulières. En 1867, il reçoit la confirmation à l'Église anglicane le 5 septembre à l'âge de treize ans. En 1875, il s'associe avec l'Armée du salut et les Frères de Plymouth. L'année suivante, il est baptisé par immersion à l'âge de dix-sept ans. Deux ans plus tard, Smith travaille avec les enfants pauvres de Liverpool par l'intermédiaire de réunions d'évangélisation et de programmes alimentaires. Il subvient à ses besoins financiers en exerçant le métier de plombier qu'un frère de Plymouth lui enseigne.
En 1882, Wigglesworth se marie avec Polly Featherstone, prédicatrice de l'armée du salut. Ils ont une fille, Alice, et quatre fils, Seth, Harold, Ernest et George. Polly meurt en 1913. Dans les années 1900 le couple fonde Bowland Street Mission, à Bradford. Ils placent un drapeau à l'extérieur qui déclare « Christ est mort pour nos péchés » d'un côté et « Je suis le Seigneur qui t'a guéri » de l'autre. 
N'ayant pas eu de scolarité, Wigglesworth a appris à lire avec son épouse en lisant la Bible. Il a souvent déclaré que c'était le seul livre qu'il ait jamais lu. En tant que prédicateur, Wigglesworth prenait la prière et l'étude des Saintes Écritures très au sérieux. Lorsqu'il ne travaillait pas, il passait son temps à la prière ou à la lecture de la Bible.
Le 28 octobre 1907 à Sunderland, Smith est baptisé dans le Saint-Esprit après avoir reçu l'imposition des mains de Mary Boddy, la femme d'Alexandre Boddy. Il affirme « parler en langue » (glossolalie) depuis. Il commença à prêcher à cette époque, tout en continuant son travail de plombier pour subvenir à ses besoins. Bien qu'il ait beaucoup travaillé avec les Assemblées de Dieu, il ne s'est jamais attaché à une dénomination.

## Ministère

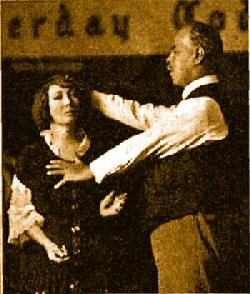
Smith en train de soigner

Wigglesworth croyait que la guérison venait par la foi, il était flexible au sujet des façons de prier pour la guérison. Quand les autorités suédoises lui interdirent d'imposer les mains sur des membres de l'assemblée, il développa une nouvelle méthode par laquelle les gens s'imposaient eux-mêmes les mains. Il pratiquait également l'onction d'huile, et la distribution de linges sur lesquels il priait. Wigglesworth attribuait les pathologies aux démons.
Wigglesworth prêcha dans beaucoup d'églises dans le Yorkshire - souvent à l'église de Bethesda en périphérie de Sheffield, où il eut beaucoup de prophéties. En 1939, il prédit qu'aucun homme appartenant à Bethesda ne tomberait pendant les batailles de la Seconde Guerre mondiale.
Il eut également un ministère international : la Suède, les États-Unis, l'Australie, la Nouvelle-Zélande, l'Afrique du Sud, les îles du Pacifique, l'Inde, Ceylan, et plusieurs pays en Europe. Certains de ses sermons ont été transcrits et rassemblés dans deux livres : Une Foi toujours plus grande et la foi conquérante.
Wigglesworth a pris l'engagement devant Dieu qu'il ne dormirait pas la nuit tant qu'il n'aurait pas gagné une âme pour le Christ dans la journée. Il témoigna qu'une nuit, il ne put effectivement pas dormir parce qu'il n'avait pas tenu cet engagement, alors il sortit dans la nuit et rencontra un alcoolique à qui il annonça Jésus. Touché, l'homme se convertit.
C'est lui qui prophétisa à David du Plessis (M. Pentecôte) son ministère et par la même le réveil du Renouveau charismatique dans lequel David du Plessis serait considérablement impliqué.
Wigglesworth continua son ministère jusqu'à sa mort le 12 mars 1947.
Il est considéré comme ayant influencé la théologie évangélique.